# Edward Gurney
Edward John Gurney, född 12 januari 1914 i Portland, Maine, död 14 maj 1996 i Winter Park, Florida, var en amerikansk republikansk politiker. Han representerade delstaten Florida i båda kamrarna av USA:s kongress, först i representanthuset 1963-1969 och sedan i senaten 1969-1974. Han avgick från senaten på grund av en skandal.
Gurney studerade juridik vid Harvard Law School och Duke Law School. Han deltog i andra världskriget i USA:s armé och befordrades till överstelöjtnant. Han flyttade 1948 till Florida. Han var borgmästare i Winter Park 1961-1962. Han blev invald i representanthuset i kongressvalet 1962. Gurney omvaldes 1964 och 1966.
Senator George Smathers kandiderade inte till omval i senatsvalet 1968. Gurney bestämde sig för att kandidera till senaten. Han vann klart mot tidigare guvernören LeRoy Collins. Gurney blev 1973 utnämnd till kommittén som undersökte Watergateaffären. Han hörde till dem som försvarade Richard Nixon i senaten. Några månader efter att Nixon hade avgått, måste även Gurney avgå på grund av en korruptionsskandal. Det fanns sju åtalspunkter mot Gurney. I den första rättegången friades han på fem punkter och juryn kunde inte komma fram till ett domslut på två punkter. Han fick en ny rättegång där han friades helt och hållet. Gurney kandiderade sedan i kongressvalet 1978 till representanthuset men förlorade klart mot demokraten Bill Nelson.
Gurney var kongregationalist.